# Ангстер
Ангстер (нем. Angster) — мелкая швейцарская монета, чеканившаяся с середины XIV-го до середины XIX века, первоначально — серебряная, затем — медная.
Название происходит от нем. Angesicht («лицо») — от изображения головы епископа Базеля на одностороннем брактеате 1362 года, или от лат. Angustus («тонкий»). Из марки серебра 964-й пробы чеканилось 640 ангстеров весом около 0,36 г.
После перехода права чеканки от епископа к городу на монетах изображался герб Базеля.
С 1424 года ангстер чеканился несколькими кантонами Швейцарии, весом 0,32 г (0,16 г чистого серебра).
В XVIII—XIX веках медные ангстеры, равные по стоимости 1⁄2 раппена, чеканили три швейцарских кантона: Люцерн — до 1843 года, Швиц — до 1846 года, Цуг — до 1804 года.